# Viscofan
Viscofan es un grupo español y líder mundial en fabricación y comercialización de envolturas para productos cárnicos (también conocidas como tripas artificiales por su capacidad para reemplazar las tripas animales que se utilizan en la producción de embutidos), con presencia comercial en más de cien países de todo el mundo. 
Es el único productor mundial con capacidad para fabricar las cuatro principales tecnologías existentes en el mercado de envolturas o tripas artificiales (celulósica, colágeno, fibrosa y plásticos). 
Su proceso productivo se basa en el tratamiento físico y químico de las materias primas que, a través de procesos de rotura mecánica o físico-química y posteriores homogeneizaciones y mezclas, se convierte en una masa que se puede extruir en el proceso de producción.
La operación de extrusión se hace presionando la masa, bien a través de un anillo (para producir una tripa tubular) o bien a través de una ranura (por ejemplo para producir un film plástico o una lámina de colágeno). De este modo, se genera una tripa lisa que será posteriormente enrollada en bobinas o rollos y que puede seguir una serie de procesos de transformación (también llamado proceso de converting), entre los que destaca el plisado de la tripa (es decir, su pliegue) y en ocasiones su impresión y cierre; todo ello para facilitar su almacenamiento y posterior distribución en forma de sticks (palos), de manera que los clientes puedan utilizarlos fácilmente en su maquinaria de producción de embutidos. 
La compañía cotiza en el Mercado Continuo desde diciembre de 1986. Formó parte del Ibex 35 desde diciembre de 2012 hasta diciembre de 2021, momento en el que fue sustituido por la farmacéutica Laboratorios Rovi. Viscofan entró en el índice IBEX Medium Cap (donde previamente estaba Rovi).

## Historia
Viscofan se constituyó a finales de 1975 como Viscofan, Industria Navarra de Envolturas Celulósicas, Sociedad Anónima. El mismo año comienza la producción y comercialización de sus productos. Sus fundadores fueron los antes referidos. El fuerte crecimiento de la compañía le llevó a dar el paso natural de iniciar su cotización en el mercado continuo español en diciembre de 1986. 
En su estrategia de crecimiento, Viscofan adquiere en 1988 el grupo alimentario IAN (Industrias Alimentarias de Navarra), lo que le permite ganar peso en la industria a nivel nacional. 
Tras ello, la compañía diseña una estrategia de expansión internacional que se inicia con la adquisición de la compañía alemana Naturin GmbH&Co en 1990 y con la apertura de nuevas oficinas comerciales en otros países. 
En 1995, adquiere las firmas Gamex en la República Checa y Trificiel en Sao Paulo (Brasil). Así, continúa su expansión y en 2005 adquiere Koteksprodukt AD en Serbia y los activos AB Tripasin de Suecia. Un año después, en 2006, Viscofan refuerza su presencia en el mercado americano con la compra de los activos americanos de Teepak (EE. UU. y México).
En 2008, la compañía lleva a cabo la ampliación de la central de cogeneración en España. Ese mismo año se constituye Viscofan Bioengineering (VBE), una unidad de negocio que combina las biociencias y la ingeniería para proveer productos basados en el colágeno que se puedan aplicar en la regeneración de tejidos dañados de pacientes. La unidad de BioEngineering del Grupo Viscofan se encuentra ubicada en Weinheim (Alemania), centro de referencia de envolturas de colágeno de la compañía, donde cuenta con una "sala blanca" para fabricar productos de colágeno para uso médico.
En 2009 se produce un nuevo hito dentro de la estrategia de expansión internacional de la firma, pues se constituye Viscofan Technology (Suzhou) Co. Ltd. en China. Anteriormente, Viscofan ya distribuía sus productos en el país asiático pero no contaba con centro productivo propio. Un año después, en 2010, se inaugura la primera planta de converting en el país.
Destaca en 2012 la constitución de Viscofan Uruguay S.A., gracias a lo cual se plisa colágeno por primera vez en Latinoamérica.
En 2013, en su apuesta por el mercado asiático se inaugura la planta de extrusión de colágeno en China. Un año después, en 2014, la compañía inaugura la planta de extrusión en Uruguay. 
En el año 2015, coincidiendo con la celebración de su 40 aniversario, Viscofan vende el Grupo IAN para centrar todos sus esfuerzos en el negocio de envolturas y adquiere Nanopack Technology & Packaging, para dar un nuevo impulso a la línea de negocio de plásticos. En este mismo año se inaugura la nueva planta de plásticos de la compañía en México.
En 2016, Viscofan refuerza su posicionamiento y mejora su oferta de productos con la adquisición de Vector USA y Vector Europe.
En 2020 el Consejo de Administración de Viscofan decidió reorganizar la estructura empresarial de la compañía para funcionar como un holding por lo cual se ha creado Viscofan España S.L.U. para aglutinar los activos industriales y operativos que la compañía tiene en la comunidad foral. También en este periodo el reconocido inversor español, Juan Abelló, entró en el capital social de la empresa a través de su sicav Arbarin.
La empresa comenzó 2021 al empuje de su mejora de ventas durante la pandemia de COVID-19. Anunció una nueva línea de producción de fibrosa en Cáseda (Navarra).

## Líneas de producción
Viscofan produce los cuatro tipos de envolturas artificiales existentes en el mercado: 
- Tripas celulósicas: esta variedad utiliza como materia prima la celulosa natural. Se emplea fundamentalmente para producir salchichas cocidas de manera tradicional. En la mayoría de los casos, la tripa actúa solamente como un molde de cocción, y generalmente la tripa es pelada por el fabricante antes de su venta al consumidor final. Viscofan posee en torno a un 50% de la cuota del mercado global de este producto.

- Tripas de colágeno: son tripas que se elaboran usando como materia prima el colágeno, una proteína que se extrae de la piel de ganado vacuno y porcino. Es una alternativa a la tripa natural para la producción de salchichas frescas o procesadas. El colágeno tiene una gran resistencia porque soporta embuticiones rápidas, colgado y cocción en hornos. Con esta variedad, Viscofan posee aproximadamente un tercio de la cuota del mercado global.

- Tripas de fibrosa: se elaboran con una mezcla de celulosa con papel de abacá, un papel de origen vegetal que dota a la tripa de una elevada resistencia y homogeneidad de calibre. Se utiliza principalmente para embutidos de gran calibre y loncheados como mortadelas o salamis. Viscofan está entre los 3 primeros productores del mundo de esta tecnología.

- Envolturas plásticas: este tipo de envolturas utilizan como materia prima diferentes polímeros plásticos, que se utilizan principalmente para productos cocidos como jamones, mortadelas, y quesos. Asimismo, Viscofan tiene productos de plástico para el envasado, como las bolsas retráctiles para carnes frescas o congeladas y films de plástico para separar alimentos loncheados. En esta tecnología Viscofan se encuentra entre los 5 primeros productores mundiales.

## Accionistas
Viscofan es una empresa que se inscribió en el registro mercantil el 5 de agosto de 2011, siendo publicada en el Mercado de Valores el día 24 del mismo mes. Actualmente cuenta con 46.603.682 derechos de voto.
| Accionista                                           | Porcentaje | Referencia(s) |
| ---------------------------------------------------- | ---------- | ------------- |
| Corporación Financiera Alba                          | 14,25 %    | [ 16 ]        |
| APG Asset Management (Países Bajos)                  | 9,99 %     | [ 16 ]        |
| Bestinver Gestión, S.G.I.I.C (EE. UU.)               | 5,03 %     | [ 17 ]        |
| EQMC Europe Development Capital Fund PLC             | 5,02 %     | [ 17 ]        |
| Wellington Management Group                          | 3,217 %    | [ 18 ]        |
| Néstor Basterra Larroudé (Familia Basterra Larroudé) | 3,45 %     | [ 15 ]        |
| Ana María Bohórquez                                  | 3 %        | [ 9 ]         |
| Agatha Echevarria Canales                            | 0,92 %     | [ 15 ]        |
| Viscofan (acciones propias)                          | 0,90 %     | [ 19 ]        |
| Jaime Echevarria Abona                               | 0,35 %     | [ 17 ]        |

## Consejo de Administración
Según la información pública que maneja la Comisión Nacional del Mercado de Valores, el Consejo de Administración de la empresa está formado por las siguientes personas con los citados cargos:
| Nombre                                        | Porcentaje | Nombramiento            | Cargo                                            |
| --------------------------------------------- | ---------- | ----------------------- | ------------------------------------------------ |
| José María Aldecoa Sagastoloa                 | 0,000 %    | 27 de febrero de 2014   | Consejero coordinador                            |
| José Domingo de Ampuero y Osma                | 0,131 %    | 17 de diciembre de 2009 | Presidente y director ejecutivo                  |
| Néstor Basterra Larroudé (Familia Basterra)   | 3,456 %    | 31 de diciembre de 2009 | Vicepresidente 1.º                               |
| José Antonio Canales García                   | 0,048 %    | 11 de abril de 2014     | Consejero                                        |
| Santiago Domecq Bohorquez (Familia Bohorquez) | 0,000 %    | 21 de abril de 2016     | Consejero (EQMC Europe Development Capital Fund) |
| Agatha Echevarria Canales                     | 0,92 %     | 28 de febrero de 2013   | Vicepresidente 2.º                               |
| Alejandro Legarda Zaragüeta                   | 0,018 %    | 22 de mayo de 2006      | Consejero                                        |
| Juan March de la Lastra                       | 0,039 %    | 7 de mayo de 2015       | Consejero                                        |
| Ignacio Marco-Gardoqui Ibáñez                 | 0,076 %    | 31 de diciembre de 2009 | Consejero                                        |
| Jaime Real de Asua Arteche                    | 0,000 %    | 11 de abril de 2014     | Consejero (Corporación Financiera Alba)          |

## Presencia internacional
Viscofan exporta gran parte de sus productos a otros mercados y actualmente, está presente en más de 100 países. Gracias a su estrategia de internacionalización, cuenta con centros productivos en 10 países - España, Alemania, Bélgica, República Checa, Serbia, China, Estados Unidos, Brasil, México y Uruguay – y con oficinas comerciales en 15 países. 

## Responsabilidad social corporativa
Viscofan, como toda empresa española, cuenta en sus estatutos con una sección sobre su responsabilidad social como una corporación empresarial. En el caso de Viscofan, esta responsabilidad está dirigida especialmente a la colaboración en los ámbitos sociales que rodean a la empresa.
Hasta 2016, los mayores proyectos sociales en los que colaboraba la empresa son la lucha contra el cáncer infantil en México, siendo uno de los patrocinadores de la Asociación Mexicana de Ayuda a los Niños con Cáncer (AMANC); la acción contra la desigualdad social, siendo un colaborador de la Cruz Roja Española; y ayudando en campos de investigación sobre la nutrición, siendo colaborador del Centro de Investigación en Nutrición (CIN) de la Universidad de Navarra.

## Gráfica de beneficios por año
| Beneficio Neto (en millones de Euros) de Viscofan en el período 2001-2019                           |
| |
| Disminución del beneficio respecto al año anterior. Aumento del beneficio respecto al año anterior. |